# マッツ・デアイル
マッツ・デアイル（Mats Deijl 、1997年7月15日 - ）は、オランダ・フラールディンゲン出身のサッカー選手。エールディヴィジ・ゴー・アヘッド・イーグルス所属。ポジションは、ディフェンダー（ライトバック）。

## クラブ歴
2016年12月16日、エールステ・ディヴィジのフォルトゥナ・シッタート戦でプロデビューを果たし、その数週間後、デン・ボスのトップチームのメンバーに追加招集された。
2021年6月16日、ゴー・アヘッド・イーグルスに移籍した。